# Alfred George Robyn
Alfred George Robyn (Saint Louis (Missouri), 29 april 1860 – New York, 18 oktober 1935) was een Amerikaans componist, muziekpedagoog, dirigent, organist en pianist. Hij was de zoon van de uit Emmerik afkomstige emigrant William Robyn (1814-1905) eveneens componist, muziekpedagoog en dirigent. Alfred George Robyn gebruikte voor bepaalde werken de pseudoniemen: A. G. Nybor en Sixteenth Streat.

## Levensloop
Robyn kreeg zijn eerste muzieklessen van zijn vader William Robyn. Al op elfjarige leeftijd werd hij organist aan de St. John Church in Saint Louis (Missouri). Hij was vervolgens ook organist in de Grand Avenue Presbyterian Church, de Temple Israel Church en de Church of the Holy Communion. Hij was verder organist aan de "St. Michael's Church", "Annunciation Church" en de "Immaculate Conception Church".
Als solopianist ging hij in 1878 met de Emma Abbott Concert Company op concertreis door de hele Verenigde Staten.
Robyn was directeur van het Olympic Theatre in Saint Louis (Missouri) en dirigeerde onder andere de première van de satirische opera "L'Afr me; or, The Tale of a Dark Continent" van Wayman C. McCreery naar een libretto van William Schuyler. Verder was hij muziekleraar aan openbare scholen te Saint Louis (Missouri) voor rond 25 jaar. Eveneens was hij docent aan het Strassberger's Conservatory of Music.
Van 1891 tot 1893 was hij pianist voor de Beethoven Trio Club in Saint Louis (Missouri). Van 1894 tot 1902 was hij dirigent van het orkest van de Apollo Club. In 1910 vertrok hij naar Brooklyn en werd opvolger van Clarence Eddy als organist aan de Tornpkins Avenue Congregational Church te Brooklyn. In 1912 kwam hij naar Saint Louis terug en werd organist aan de St. Andrew's Methodist Church. In deze tijd was hij eveneens directeur van de Marion English Opera Company te Saint Louis en instructeur voor het "United States Veterans' Bureau". In 1909 werd hij tot eredoctor van de Saint Louis University (SLU) in Saint Louis (Missouri) benoemd.
In 1910 vertrok hij opnieuw naar New York en verbleef er tot zijn overlijden.
Als componist is hij auteur van ongeveer 300 werken in vele genres, muziektheater, (opera's, 28 operettes), werken voor orkest, harmonieorkest, koren, vocale muziek, kerkelijke muziek en kamermuziek. Hij was lid van de Societe des Beaux Arts te Parijs.

## Composities

### Werken voor orkest
- Concert, voor piano en orkest
- Pompeii, symfonisch gedicht voor orkest
- Symfonie in d klein, voor orkest

### Missen, cantates en gewijde muziek
- Benedictus
- Festival Te Deum
- Festival Mass of the Sacred Heart
- Love Unending, cantate
- Magnificat
- Nunc Dimittis
- Praise And Thanksgiving, cantate
- The Ascension, cantate
- Venite

### Muziektheater

#### Opera's
| Voltooid in | titel                           | aktes   | première                                                | libretto                               |
| ----------- | ------------------------------- | ------- | ------------------------------------------------------- | -------------------------------------- |
| 1883        | Manette                         |         | augustus 1883, Saint Louis (Missouri), Pickwick Theatre | Hannah D. Pittmann                     |
| 1893        | Jacinta, The Maid of Manzanillo |         | 22 mei 1893, Saint Louis (Missouri), Grand Opera House  |                                        |
| 1903        | The Yankee Consul               | 2 aktes | 22 februari 1904, New York, Broadway Theatre            | Henry Martyn Blossom Jr. (1866-1919)   |
| 1905        | The Gypsy Girl                  |         | 3 april 1905, New York, Star Theatre                    | James Halleck Reid                     |
| 1906        | Princess Beggar                 | 2 aktes | 7 januari 1907, New York, Casino Theatre                | Edward Paulton                         |
| 1907        | The Yankee Tourist              | 3 aktes | 12 augustus 1907, New York, Astor Theatre               | Richard Harding Davis en Wallace Irwin |
| 1907        | Fortune Land                    |         |                                                         |                                        |
| 1911        | Will o' th' Wisp                |         | 1 mei 1911, Saint Louis (Missouri), Olympic Theatre     | Walter Percival                        |
| 1911        | The Boys from Home              |         | 1911, Hoboken (New Jersey), Empire Theatre              |                                        |
| 1915        | The Girl from "Frisco"          |         | 1915, Saint Louis (Missouri)                            |                                        |
|             | Merlin                          |         |                                                         |                                        |
|             | Padishah                        |         |                                                         |                                        |
|             | The Duchess D'Aze               |         |                                                         |                                        |

#### Operettes
| Voltooid in | titel                 | aktes | première                     | libretto |
| ----------- | --------------------- | ----- | ---------------------------- | -------- |
| 1888        | Beans and Buttons     |       | 1888, Saint Louis (Missouri) |          |
|             | A Slim Legacy         |       |                              |          |
|             | Soldier in Petticoats |       |                              |          |
|             | Court Martial         |       |                              |          |

#### Musicals
| Voltooid in | titel              | aktes   | première                                    | libretto                                                                                       | Choreografie |
| ----------- | ------------------ | ------- | ------------------------------------------- | ---------------------------------------------------------------------------------------------- | ------------ |
| 1912        | All for the Ladies | 2 aktes | 30 december 1912, New York, Lyric Theatre   | Henry Martyn Blossom Jr., gebaseerd op de Franse farçe «Aime des Femmes» van Maurice Hennequin |              |
| 1912        | Baron Trenck       |         | 11 maart 1912, New York, Casino Theatre     |                                                                                                | Al Holbrook  |
| 1914        | Pretty Mrs. Smith  | 3 aktes | 21 september 1914, New York, Casino Theatre | Oliver Morosco, Elmer Harris en Earl Carroll                                                   |              |

### Vocale muziek
- 1889 Arcadia the beautiful, voor zangstem en piano - tekst: J. W. Emerson
- 1907 My volo maid, voor zangstem en piano - tekst: Wallace Irwin
- 1907 Yankee millionaire, voor zangstem en piano - tekst: Wallace Irwin
- 1910 A Heart That's Free, valse de concert voor zangstem en piano - tekst: Carmine Stanzione, vertaling: Thomas T. Railey
- Answer, ballade voor sopraan en piano - tekst: Henry Tucker
- Aubade, voor zangstem en piano
- Bliss all Raptures past excelling, Bravour-wals voor sopraan en piano
- Call Of The Saviour, voor twee zangstemmen en piano
- Caught, voor zangstem en piano
- Cymbeline, voor zangstem en piano
- Haste Love, ballade met wals-refrain voor zangstem en piano - tekst: Minnie Gilmore
- He Kissed Me, And I Knew Twas Wrong, voor zangstem en piano
- Hear My Cry, O Lord, voor twee zangstemmen en piano
- I love but thee; Yes, only thee, ballade voor sopraan en piano
- I Sought The Lord, voor twee zangstemmen en piano
- L'Esperance, voor zangstem en piano
- Let The Words Of My Mouth, voor twee zangstemmen en piano
- Life's Lights and Shadows, voor sopraan, viool en orgel
- Minuetto, voor zangstem en piano
- November, voor sopraan en piano
- The Old Missouri Hills, voor zangstem en piano
- The Rose, ballade voor sopraan en piano
- There's Nothing New To Say, voor zangstem en piano
- Thy name, ballade voor sopraan en piano

### Kamermuziek
- 4 Strijkkwartetten
- Piano Quintets

### Werken voor piano
- 1891 Manzanillo, Danza Mexicana
- 1939 Japanese Doll Dance

## Filmmuziek
- 1924 The Yankee Consul
- 1936 voor de Film San Francisco de titel "A Heart That's Free"
- 1937 voor de Film One Hundred Men and a Girl de titel "A Heart That's Free"
- 1940 voor de Film Double or Nothing de titel "A Heart That's Free"
- 1942 voor de Film Cairo de titel "A Heart That's Free"